# Allothereua bidenticulata
Allothereua bidenticulata (лат.) — многоножка из отряда Scutigeromorpha класса губоногих. Эндемик Австралии.

## Распространение
Встречаются в Австралии, в том числе в штатах Виктория, Квинсленд, Новый Южный Уэльс. Вид Allothereua bidenticulata был впервые описан в 1925 году немецким зоологом Карлом Вильгельмом Фергефом (1867—1944) по материалам шведской экспедиции Эрика Георга Мьёберга (1882–1938) в Австралию.
Филогенетическое исследование, проведённое в 2009 году, показало полифилию рода Allothereua. Виды клады из восточной Австралии, включающей A. bidenticulata, A. linderi и A. serrulata оказались более близки к роду Parascutigera.